# Авхімович Микола Єфремович
Микола Єфремович Авхімович (нар. 1 (14) січня 1907, місто Борисов, тепер Білорусь — 12 вересня 1996, місто Мінськ, Білорусь) — радянський і білоруський державний та партійний діяч. Один з організаторів партизанського руху в Білорусі за часів німецько-радянської війни. Депутат Верховної Ради СРСР 2—5-го скликань. Член ЦК КПРС у 1956—1961 роках.

## Біографія
- 1922 — помічник водія військового автосанітарного загону № 16, Смоленськ.
- 1922–1923 — помічник водія військового автовантажозагону № 7, Мінськ і Гомель.
- 1923–1924 — учень поштово-телеграфної контори, Борисов.
- 1924–1926 — чорноробочий лісопильного заводу ім. Р. Люксембург, Борисов.
- 1926–1930 — завідувач агропромислового відділу, секретар Лепельського райкому комсомолу, секретар Лепельського райвиконкому, уповноважений і голова районного профспілкового бюро, завідувач оргвідділом райспоживтовариства.
- 1930–1933 — слухач Мінської вищої комуністичної сільськогосподарської школи ім. В. І. Леніна.
- 1933–1935 — заступник начальника політвідділу Пуховицької МТС, Мінська область.
- 1935–1938 — заступник директора Копильської МТС Мінської області.
- 1938–1939 — секретар, 1-й секретар Копильського райкому КП(б)Б.
- 1939–1940 — секретар, 1-й секретар Августувського райкому КП(б)Б.
- 22 грудня 1940 – 6 червня 1947 — секретар ЦК КП(б) Білорусі з кадрів.
- 1947–1948 — слухач Курсів перепідготовки при ЦК ВКП (б)
- 1948 — інспектор Управління кадрів ЦК ВКП(б)
- У лютому 1948 — листопаді 1951 — Перший секретар Гомельського обкому КПБ
- У листопаді 1951 — серпні 1953 — Перший секретар Гродненського обкому КПБ
- 27 червня 1953 — 28 липня 1956 — 2-й секретар ЦК КПБ.
- 28 липня 1956 — 8 квітня 1959 — голова Ради міністрів Білоруської РСР.
- У квітні 1959 – травні 1961 — міністр хлібопродуктів БРСР.
- У травні 1961 – грудні 1973 — міністр соціального забезпечення БРСР.
- З січня 1974 року персональний пенсіонер союзного значення.
- 1974–1991 — науковий співробітник Інституту історії Комуністичної партії при ЦК КПБ.

## Нагороди
- три ордени Леніна
- орден Червоного Прапора
- два ордени Вітчизняної війни 1-го ступеня (15.08.1944,)
- два ордени Трудового Червоного Прапора
- орден «Знак Пошани»